# Перфильев, Василий Валерьевич
Василий Валерьевич Перфильев (6 октября 1982, Москва) — российский архитектор.

## Биография
Закончил Московский архитектурный институт по специальности архитектура, ученик скульптора С.Щербакова. Руководил мастерской Моспроекта.
В 2007 году стал победителем конкурса на лучший проект памятника стихотворению Александра Ширяевца «Ставрополь Самарский», объявленного Городским музейным комплексом «Наследие» в Тольятти.
Лауреат премии Москвы в области литературы и искусства, член Московского союза художников.

## Наиболее известные работы
- Типовое решение памятной стелы «Город воинской славы» (совм. с И. Н. Воскресенским, Г. А. Ишкильдиной, С. А. Щербаковым)[4].
- Проект сквера и памятника «По реке Времени». Тольятти[5].
- Памятник Победы (совм. с С. А. Щербаковым, М. Народицким). Нетания.

## Семья
- Жена: Щербакова Анастасия — дизайнер.
- Тесть: Щербаков Салават Александрович (1955) — советский и российский скульптор, педагог, профессор[1][6].